# Santa Isabel (La Pampa)
Pour les articles homonymes, voir Santa Isabel.
Santa Isabel est une ville de la province de La Pampa, en Argentine, et le chef-lieu du département de Chalileo.

## Situation

Parcours de la route nationale 143 (en rouge).

La ville se trouve à quelque 300 km de la capitale provinciale Santa Rosa, et à 980 km de Buenos Aires.
Elle est située sur la rive gauche du río Atuel, à une dizaine de kilomètres du río Desaguadero, au nord-ouest de la province de La Pampa, aux confins de celle de Mendoza. On y accède soit par la route nationale 143, soit par la route nationale 151.

## Population
La localité comptait 1 895 habitants en 2001, c'est-à-dire une hausse de 49,6 % par rapport aux 1 297 habitants de 1991.

## Élevage caprin
La zone se consacre avant tout à l'élevage caprin, ce qui est le cas de l'ensemble des régions du pays aux pluies rares et de faible densité démographique. L'unité économique pour l'élevage est ici de 5 000 à 7 500 hectares. La terre est saline.